# Fabienne Saint Louis
Fabienne Aline St Louis (Curepipe, 22 de março de 1988) é uma triatleta de Maurício.

## Carreira
Ela foi bronze nos Jogos Pan-Africanos, em 2011.

### Londres 2012
Fabienne St Louis representou seu país nos Jogos Olímpicos de 2012, chegando em 42°.

### Rio 2016
St Louis disputou novamente os Jogos na Rio 2016, não terminando a prova, ela completou apenas a parte da natação e abandonou no ciclismo. 